# Río Imja

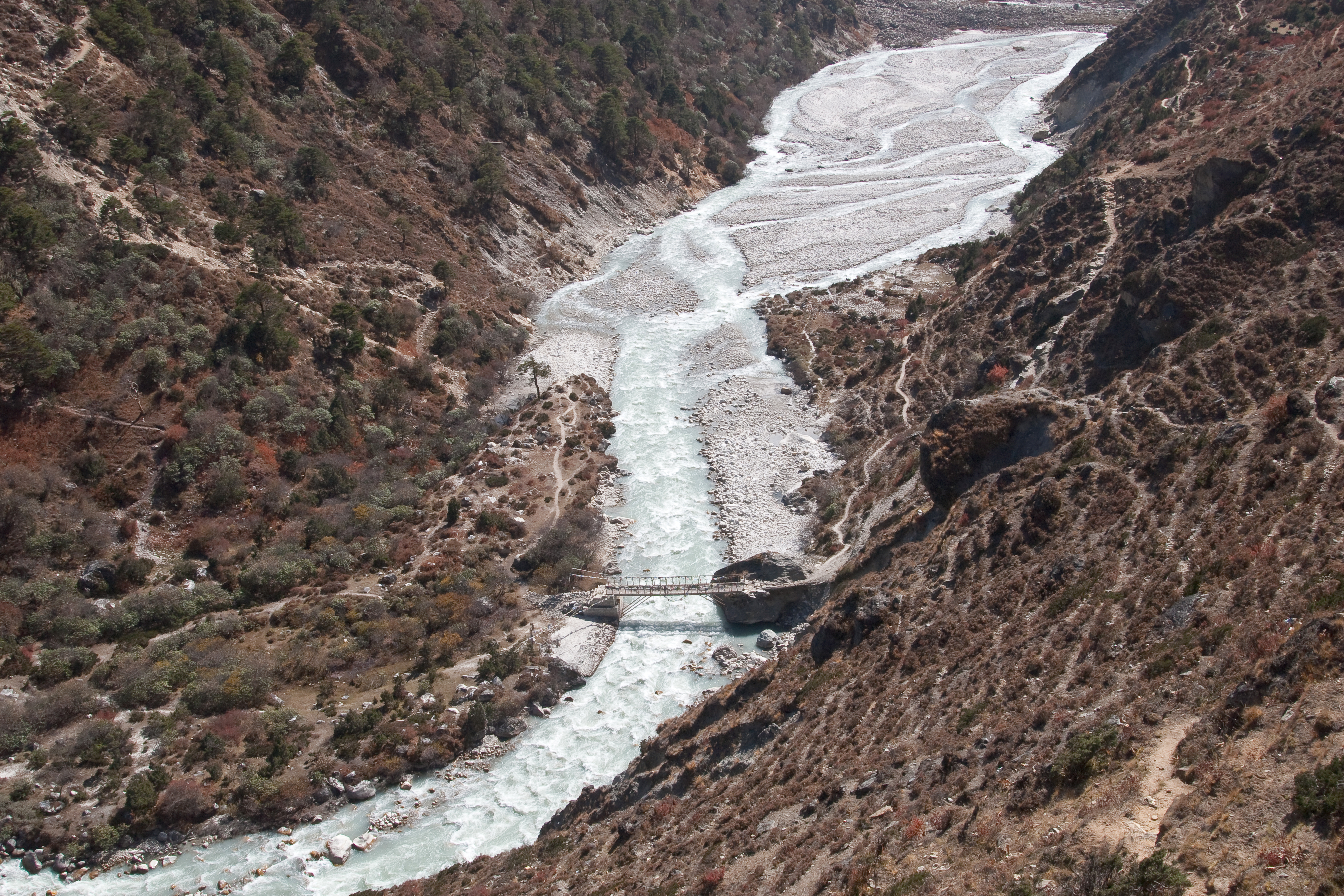
Río Imja

El río Imja o Imja Khola (Nepal: इम्जा खोला) es un afluente del Dudh Kosi en Nepal, nació en la cordillera de lo Himalaya, cerca del Monte Everest, la montaña más alta del mundo.

## Curso
El río nace en el lago Imja Tsho, que está formada principalmente por las aguas del glaciar Imja, fluye en dirección suroeste pasando al sur de la aldea de Dingboche, y luego se une con el río Lobuche, que fluye hacia el sur, que está formado por las aguas del glaciar de Khumbu. y luego fluye hacia el sur hasta su confluencia con el río Dudh Kosi cerca del pueblo de Tengboche y es un afluente del río Ganges.

## Senderismo
El Khola Imja está en la ruta de senderismo de la región que lleva al campamento base del Everest, entre Tengboche y Dingboche, a 4360 m s. n. m., y también en la ruta de senderismo a las montañas Chukhung y Tse Imja (pico Isla). Hay un monasterio Pangboche a 3900 metros.

Río Imja
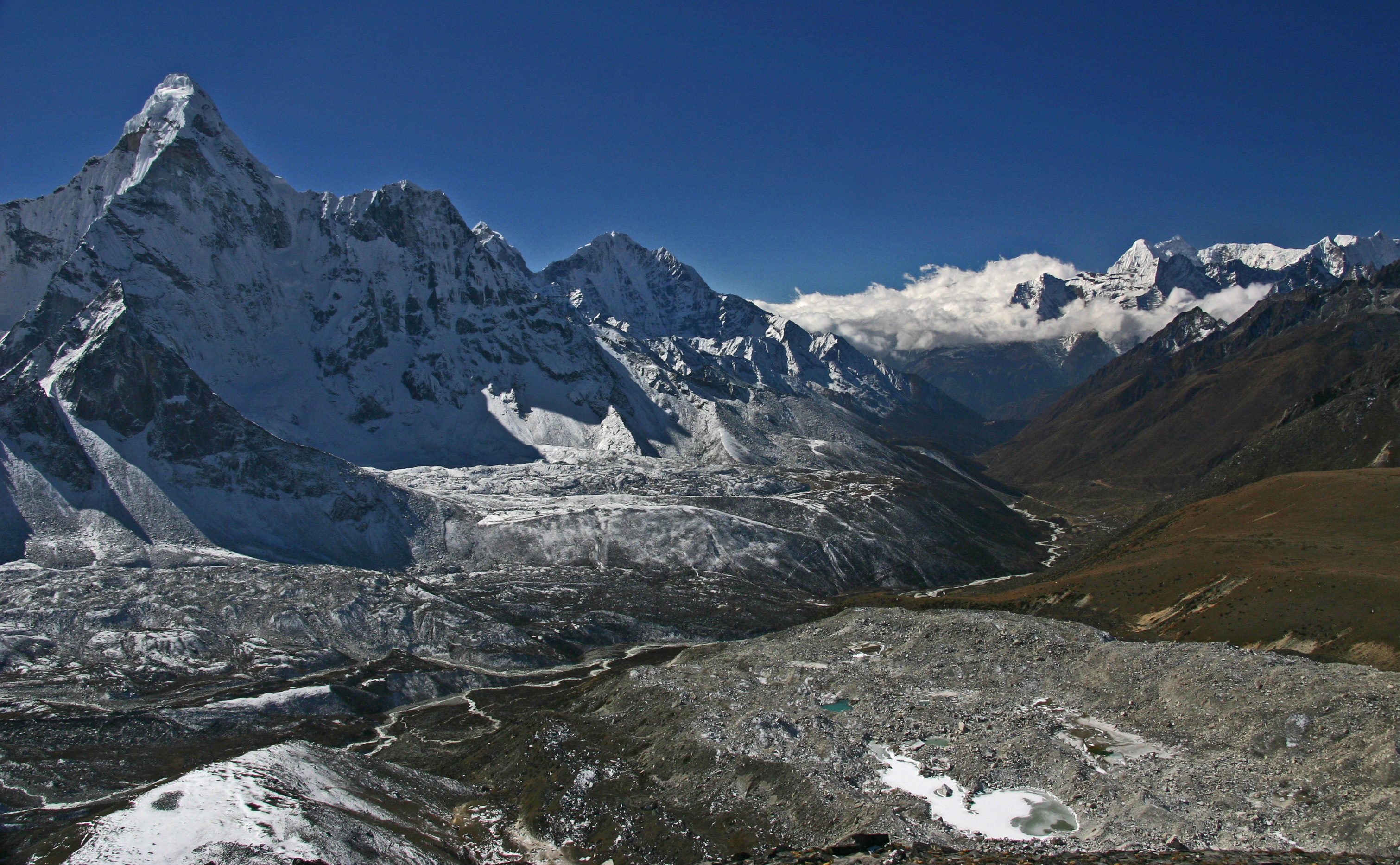
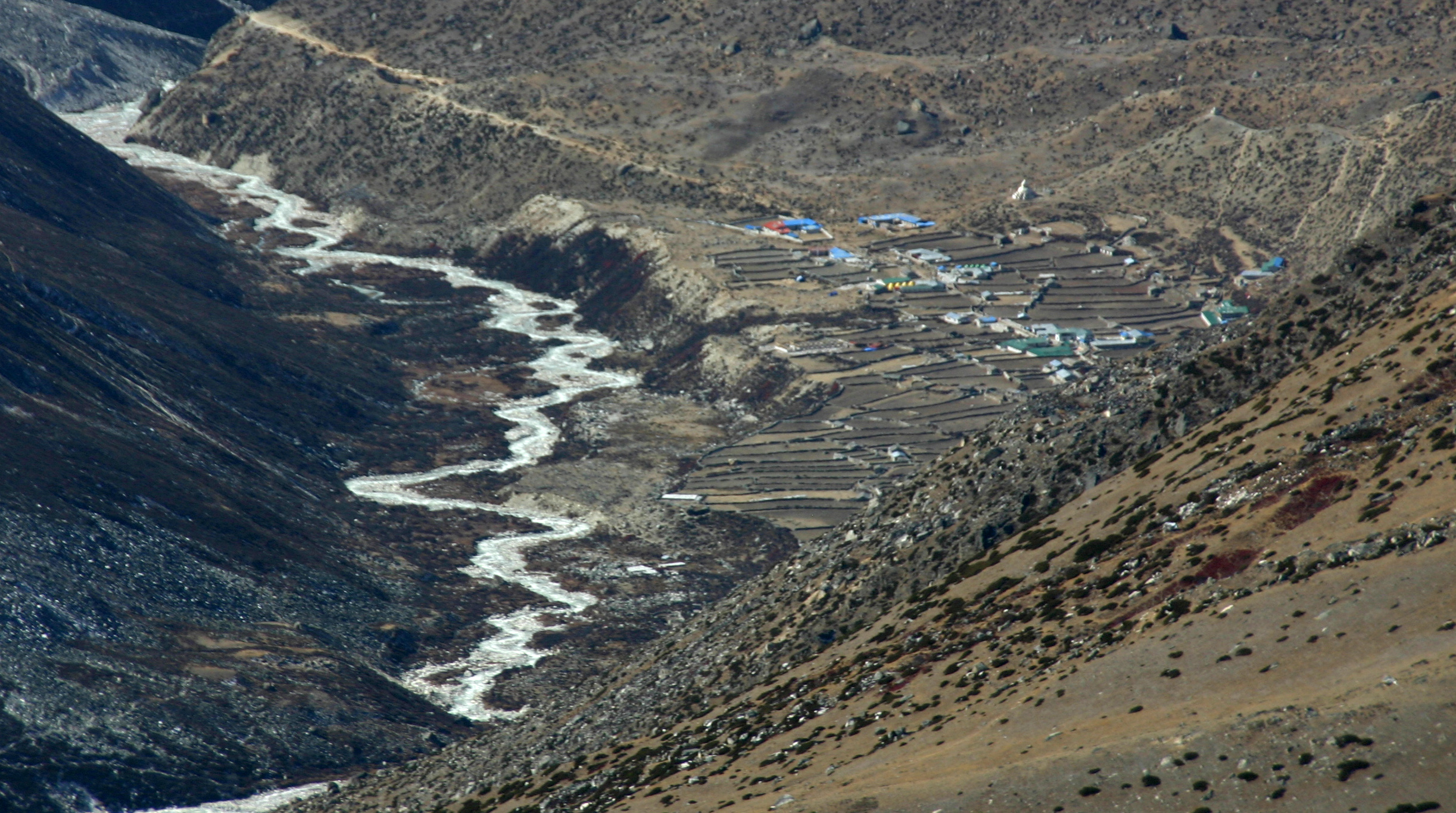
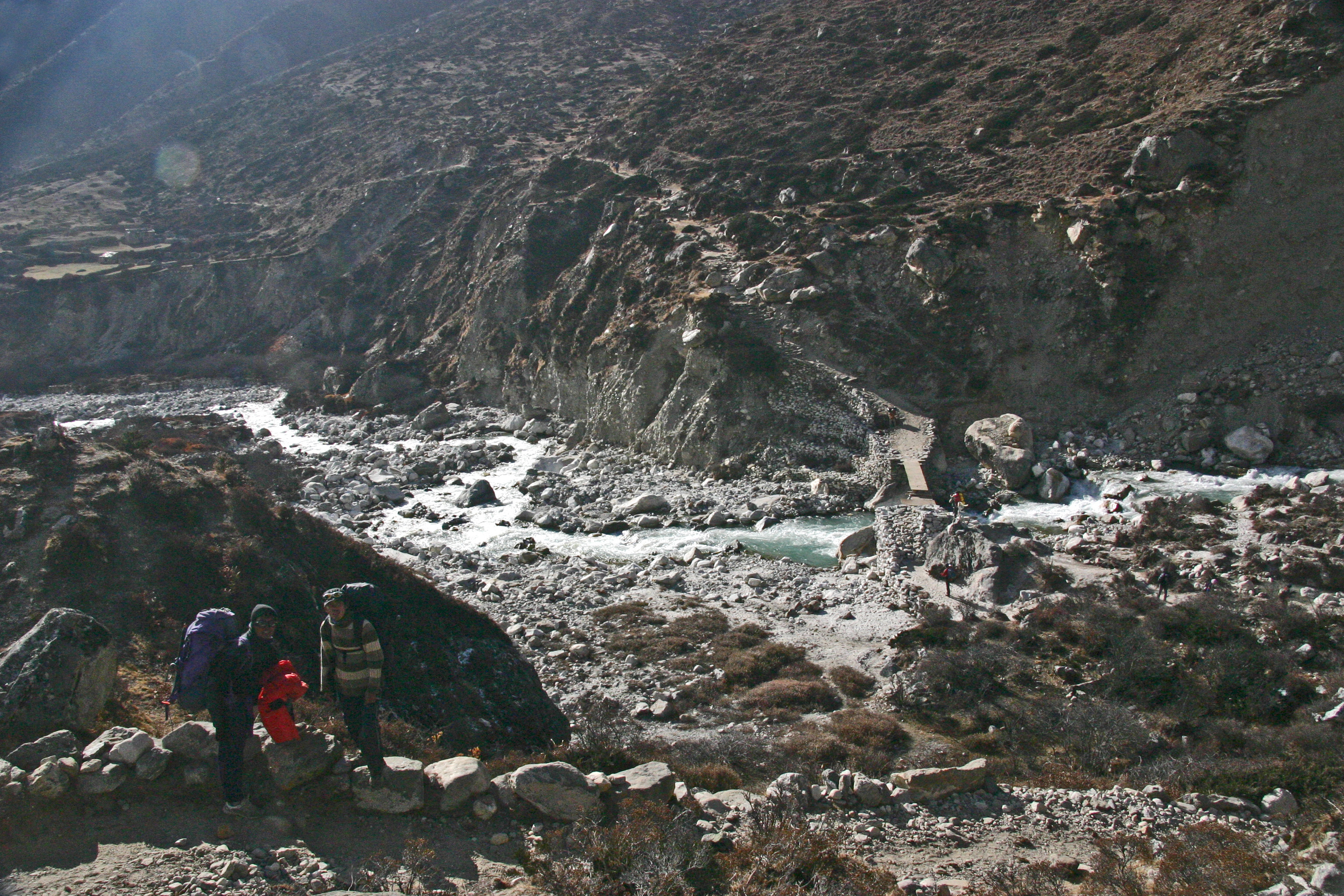
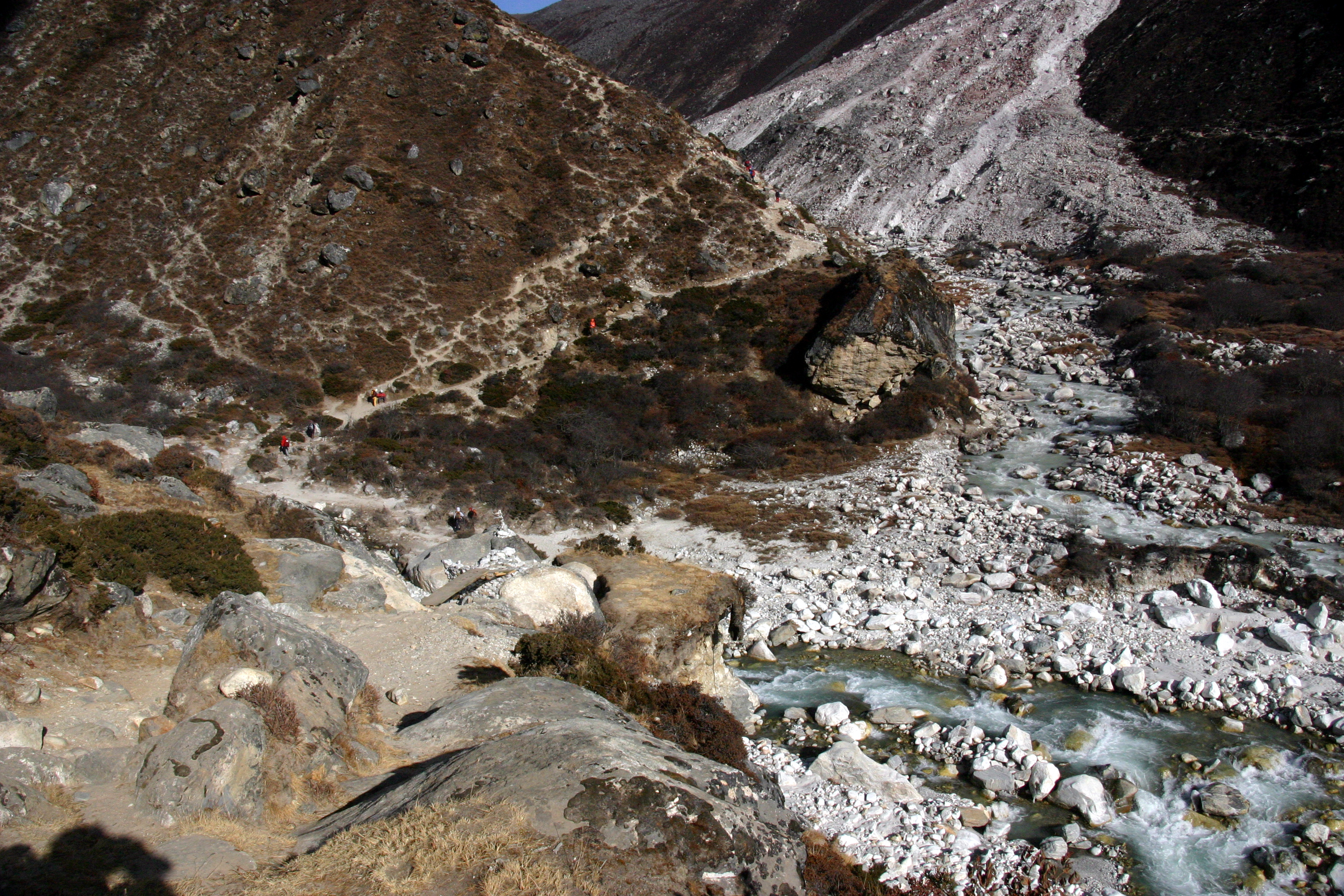
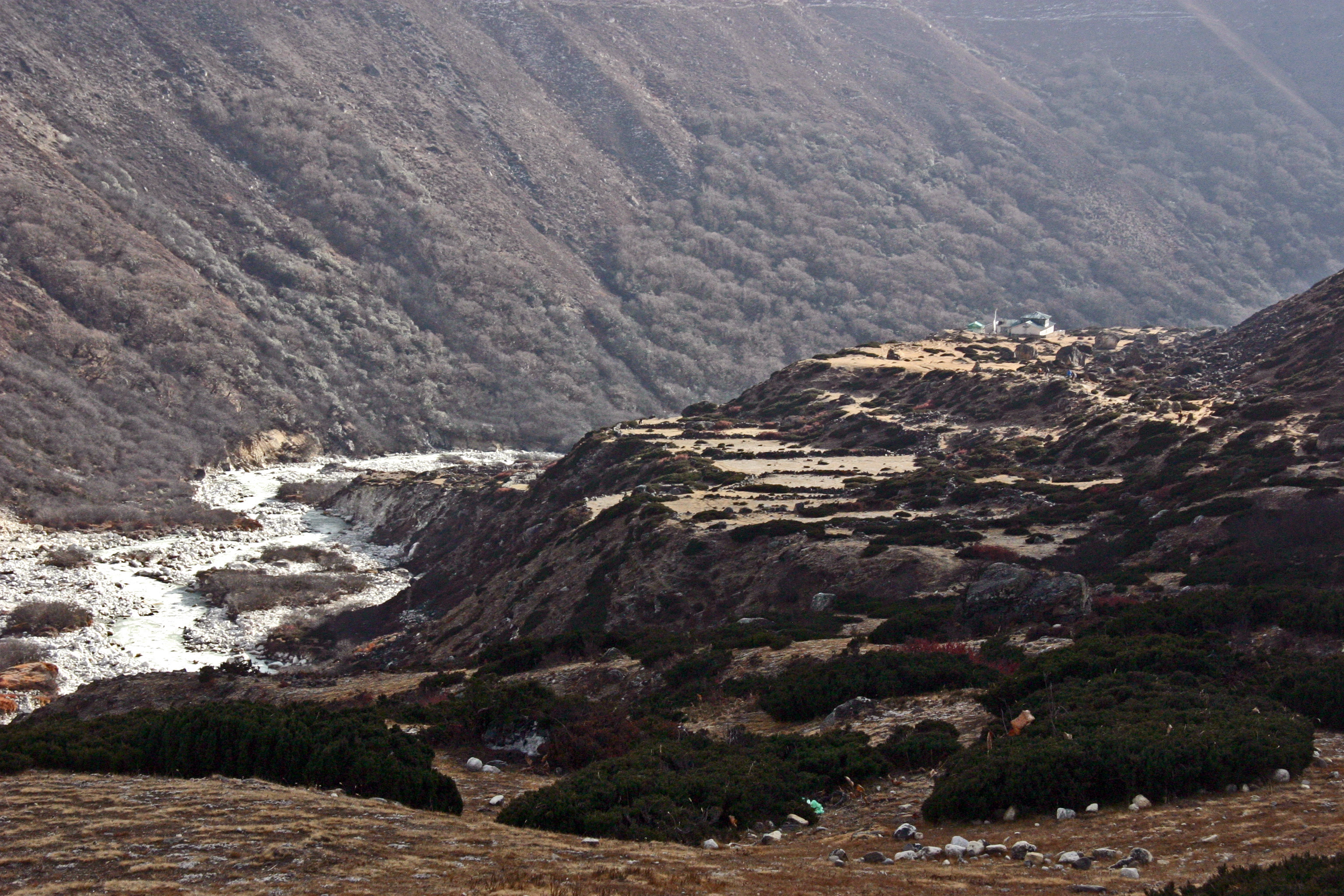